# Value Management
Wertanalyse - Value Management – Wertanalyse – ist ein organisierter und kreativer Ansatz, der einen funktionenorientierten und wirtschaftlichen Gestaltungsprozess mit dem Ziel der Wertsteigerung eines Value Management-Projektes bzw. Wertanalyse-Objektes zur Anwendung bringt.
Value Management (VM) ist ein Managementstil, der aus Vorläufermethoden entstanden ist, die auf dem Wert- und Funktionenansatz basieren. Wegbereiter der Wertanalyse war Lawrence D. Miles, der in den 40er und 50er Jahren die Wertanalyse (WA) – Technik als Methode der Wertverbesserung bestehender Produkte entwickelte. Sie manifestiert sich zwischenzeitlich in der EN 12973 und in de VDI 2800.

## Anwendungsbereiche
Anfänglich wurde WA angewendet, um unnötige Kosten zu identifizieren und zu eliminieren. WA ist gleichermaßen erfolgreich bei der Verbesserung der Funktionenerfüllung und anderer Ressourcen als der Kosten. Im Laufe der Zeit erweiterten sich die WA-Anwendungsbereiche von Produkten auf Dienstleistungen, Projekten und Verwaltungsabläufen. Gleichzeitig entstanden andere auf dem Wert- und Funktionenkonzept beruhende Methoden und Managementtechniken. Die EN 12973 – eine Weiterentwicklung vorangehender WA-Normen – richtet sich an drei Anwendergruppen:
- Führungskräfte, die den Organisationswert und Zufriedenheit ihrer Kunden auf der Grundlage des Wert- und Funktionenkonzept erhöhen wollen,
- Personen, die mit der Anwendung von VM-Methoden innerhalb spezifischer Projekte befasst sind,
- Personen, die die Entwicklung von VM oder VM-Schulungen betreiben.

## Begleitende Normen
Im deutschsprachigen Raum werden die Richtlinien zur Wertanalyse und zum Value Management vom Fachbereich Value Management und Wertanalyse des VDI in Düsseldorf entwickelt. Diese erscheinen als VDI-Richtlinienreihe 2800 ff. beim Beuth-Verlag und gelten als methodischer Standard in Industrie, Verwaltung und Beratung.
Die wichtigsten Richtlinien im Überblick:
- VDI 2800 (2010-08) – Wertanalyse – Grundlagen: Einführung in Ziele, Begriffe und den achtstufigen Arbeitsplan der Wertanalyse.
- VDI 2801 Blatt 1 (2010-05) – Berufsbild Wertanalytiker / Value Manager: Beschreibt Qualifikationen, Rollen und Aufgabenprofil professioneller Anwender.
- VDI 2803 Blatt 1 (2019-01) – Funktionsanalyse – Grundlagen und Methode: Zeigt, wie Funktionen systematisch ermittelt, beschrieben und bewertet werden.
- VDI 2804 Blatt 1 (2012-04) – Wertorientierte Unternehmensführung: Verknüpft Value Management mit strategischer Steuerung und Controlling.
- VDI 2805 (2004-05) – Methodengestützte Projektarbeit in der Wertanalyse: Leitfaden für Moderation, Methodenwahl und Projektstruktur.
- VDI 2806 (2015-10) – Kreativitätspotenziale und Ideenfindung: Empfehlungen zur Förderung kreativen Denkens im Rahmen der Wertanalyse.
- VDI-MT 2807 (2019-01) – Teamarbeit in Wertanalyseprojekten: Praxisleitfaden zur Gestaltung interdisziplinärer Teamarbeit und Rollenverteilung.
- VDI 2808 Blatt 1 (2018-09) – Bewerten in der Wertanalyse – Vorgehen und Werkzeuge: Bewertungsmethoden, Entscheidungskriterien und Matrix-Tools.
- VDI 2808 Blatt 2 (2020-08) – Bewerten – Beispiele aus der Praxis: Anwendungsbeispiele für Bewertungsprozesse in unterschiedlichen Branchen.
- VDI 2809 (2023-04) – Prozesse gestalten mit Wertanalyse: Übertragung der Methodik auf die Analyse und Optimierung von Geschäftsprozessen.

Diese Richtlinien bilden gemeinsam das methodische Rückgrat für systematische, funktionsorientierte und kreative Problemlösungen im Sinne der Wertanalyse. Neue Ausgaben und Ergänzungen erscheinen regelmäßig.
Für den Europäischen Raum wurde die EN 12973 entwickelt, um ein gemeinsames Vorgehen mit einheitlichen Begriffen auf hohem Sachkenntnisniveau bei der wirksamen Anwendung in ganz Europa zu gewährleisten. Sie integriert die Vornormungsarbeit, die von der Europäischen Kommission gefördert wurde, mit der Normungsarbeit des CEN/TC 279 und bezieht sich insbesondere auf die Norm EN 1325 „Value Management, Wertanalyse, Funktionenanalyse Wörterbuch“. Die Basis für VM bilden verschiedene Normen. Diese wurden vom Technischen Komitee (TC) 279 des CEN, des Europäischen Komitees für Normung erarbeitet.
- EN 1325-1 - Teil 1: Wertanalyse und Funktionenanalyse (1996)- Wörterbuch Teil 1.
- EN 1325-2 - Teil 2: Value Management (2001)- Wörterbuch Teil 2.
- EN 12973 - Value Management (2001).

EN 12973 beschreibt einleitend den Anwendungsbereich und die Grundsätze für das Management. Sie fährt fort mit der Anwendung der Grundsätze und der Rahmenstruktur von VM. Am Ende der Norm werden die Methoden und Werkzeuge beschrieben, die im Rahmen des VM angewendet werden können.

## Grundsätze
Value Management ist ein Querschnittsansatz, eine allgemein angewandte Art und Weise, mit unterschiedlichen Managementkonzepten in einzelnen Unternehmensbereichen (wie menschliche Verhaltensweisen, Technologien, Kosten etc.) umzugehen. Es stellt das Wertkonzept in den Mittelpunkt, um operationale Ziele zu bestätigen und spezifische Strategien zu definieren. Zugleich basiert es auf Grundsätzen, die das Management anwenden soll.

## Elemente
Value Management bringt bestimmte Eigenschaften gleichzeitig zur Wirkung und vereint folgende Elemente in einem System:
- Managementstil,
- positive menschliche Verhaltensweisen,
- Beachtung externer und interner Umfeldfaktoren,
- wirksamer Einsatz von Methoden und Werkzeugen.

## Ziele
Die Zielsetzung und Zielerreichung (Zielmanagement) liegen in der Management- oder Projektverantwortung einer Organisation. Die Erreichung der Ziele ist Aufgabe des Teams innerhalb des VM-Ansatzes. Ein erfolgreiches Zielmanagement setzt drei Zielhierarchien voraus:
- strategische Ebene: Definition wertbezogener langfristiger Ziele, Vorgabe von mittelfristigen Zielen für die taktische Ebene.
- taktische Ebene: Eindeutige und logische Vorgabe von mittelfristigen realistischen Detailzielen: Ausmaß der Bedürfnisbefriedigung, des Ressourcenverbrauchs etc. Vorgabe von Wertzielen und Messgrößen.
- operative Ebene: Ausformulierung kurzfristiger Detailziele mit Umsetzung und Rückmeldung an die taktische Ebene. Verfolgung der Wertziele durch Messgrößen.

## Rahmenstruktur
In der Management-Rahmenstruktur werden die o. a. Schlüsselprinzipien zusammengefasst. Folgende Elemente sind hierin enthalten und bauen die Wertkultur in der Organisation mit auf:
- eine Politik,
- ein Programm,
- die Schulung,
- spezifische Studien.

## Geisteshaltung und Sachkenntnis
Value Management bedeutet die Einbeziehung und Verpflichtung jedes Organisationsmitgliedes. Veränderungen in den Verhaltensweisen können notwendig werden. Alle Mitglieder einer Organisation müssen:
- akzeptieren, dass zu jedem Aspekt der Organisation Verbesserungspotentiale bestehen,
- der Einführung von VM ihre aktive Unterstützung zukommen lassen,
- durch VM bedingte Vorgaben akzeptieren und dessen Grundsätze anwenden,
- die Konzepte und den VM-Ansatz aktiv auf ihre Management-Aufgaben anwenden.

Alle Mitglieder einer Organisation, sollten für ihre Verantwortlichkeiten und Aufgaben geeignete Wertkonzepte kennen:
- Topmanager sollten die Begriffe und Konzepte des VM kennen, so dass eine Wertpolitik definiert und der entsprechende Managementstil gefördert werden können,
- geschulte und erfahrene mittlere Manager sollten verstehen, wie VM-Programme bewältigt werden,
- alle anderen Organisationsmitglieder müssen die Methoden kennen und sollten ein allgemeines Bewusstsein und Verständnis dafür entwickeln, was Wert in der Organisation bedeutet,
- Spezialisten (die Mitglieder der Organisation oder externe Berater sein können) sollten genügend Kenntnis und Erfahrung in der Anwendung entsprechender Methoden und Werkzeuge besitzen und fähig sein, andere Personen in deren Anwendung zu entwickeln und zu schulen.

Diese Bedingungen sind durch Schaffung einer Rahmenstruktur erreichbar, die definiert, wie und von wem die VM-Politik zusammen mit der Schulung des Personals in den entsprechenden Kenntnissen und Fähigkeiten eingeführt wird.

## Wertkonzept
In Übereinstimmung mit der Definition des Begriffes „Wert“ in EN 1325-1 kann Wert im Zusammenhang mit VM beschrieben werden als die Beziehung zwischen der Befriedigung von Bedürfnissen und den Ressourcen, die für diese Befriedigung zum Einsatz kommen, sog. Wertkonzept.
|      |   | Befriedigung von Bedürfnissen                |
| Wert | = | -------------------------------------------- |
|      |   | Einsatz von Ressourcen                       |

Der Wert ist relativ und kann von verschiedenen Beteiligten unterschiedlich gesehen werden. Wert für externe Kunden bedeutet das Ausmaß, zu dem das Angebot seine Erwartungen erfüllt, im Verhältnis zu dem Betrag, den sie aufwenden müssen, um das Produkt oder die Dienstleistung zu erwerben und zu nutzen. Für den Zulieferer ist der Wert umso höher, je weniger Ressourcen aufgewendet werden müssen, um den externen Kunden zufriedenzustellen. Allgemein erfordert ein „guter“ Wert das Abwägen einer Anzahl miteinander in Konflikt stehender Parameter. Innerhalb einer Organisation kann Wertverbesserung durch die Veränderung in der Abwicklung von Prozessen dargestellt werden, so z. B. durch Durchlaufzeit- oder Ressourcenminimierung eines Auftrags.

## VM-Ansatz
VM als strukturierter Ansatz erfordert, dass sich das Management eine auf dem Wert aufbauende und an die Organisation angepasste Einstellung zu eigen macht:
- Verpflichtung der Top-Führungsebene auf das Wert- und Funktionenkonzept in Übereinstimmung mit deren Zielen (siehe Schlüsselprinzipien),
- Vorhandensein einer Wertpolitik, die mit den Organisationszielen übereinstimmt,
- Definition von Wertzielen,
- Aufbau eines Rahmenwerks, das definiert, wie und durch wen VM-Politik eingeführt wird,
- Integration und Entwicklung einer Wertkultur, die alle Mitglieder der Organisation einbezieht und Schulungsaktivitäten einschließt,
- Anerkennung, dass die Verantwortung des Managements zwei Bereiche umfasst:

- die täglichen Führungsaufgaben, bei denen die VM-Prinzipien intuitiv angewendet werden,

- spezifische Managementprojekte, bei denen die VM-Methoden formal anzuwenden sind,
- Festlegung eines Projektprogramms, bei dem wertsteigernde Methoden angewendet werden,
- Feedback der Ergebnisse für eine kontinuierliche Verbesserung.

## Anwendung
Um die Elemente – Managementstil, menschliche Dynamik, Umfeldfaktoren sowie Methoden und Werkzeuge – wirksam und einheitlich anwenden zu können, muss eine VM-Rahmenstruktur vorgesehen werden, die nachfolgend beschrieben wird. Sie ist die Verbindung zwischen den Schlüsselprinzipien und der praktischen Anwendung.

### Managementstil
Der Managementstil gliedert sich in folgende fünf Unterpunkte:
- Anwendung des Wertkonzeptes: Der Wert eines Ergebnisses wird durch die Beziehung zwischen der Erreichung der Ziele (oder Bedürfnisbefriedigung) und Sollvorgaben sowie den verbrauchten Ressourcen gemessen. Das Managementziel besteht im Erreichen des größten Wertes für die verschiedenen Aktivitäten innerhalb ihrer Organisation in Übereinstimmung mit der erforderlichen Zufriedenheit des Kunden.
- Anwendung des Funktionenkonzeptes: Definieren messbarer oder schätzbarer Ergebnisse und Setzen von Zielen, bevor die Mittelsuche beginnt sowie die Ergebnisbeschreibung und der Mittel, die von Produkten oder Dienstleistungen zu erfüllen sind.
- Kreativität: Abstrahierte Beschreibung der Funktionen, um Kreativität und innovative Lösungen zu bewirken. Förderung von Kreativität durch positive menschliche Dynamik und Anwendung kreativer Methoden.
- Kundenorientierung: Der Schwerpunkt liegt auf dem Erkennen und Befriedigen der tatsächlichen Bedürfnisse der – internen und externen – Kunden der Organisation. Die Bedürfnisse von Anspruchsgruppen (Stakeholder) sollten ebenfalls angesprochen werden.
- Quantitative Bewertung: Definition der Mess- und Bewertungsmethoden und Setzen von quantifizierten Zielen in absoluten oder relativen Größen. Messung der Ergebnisse und Vergleich mit den Zielen als Mittel objektiver Bewertung.

### Umfeldfaktoren
Das Umfeld einer Organisation, muss bei jeder Managementaktivität berücksichtigt werden. VM berücksichtigt das weitere Umfeld, wie z. B. Kunden und Lieferanten der Organisationen, Gesetzes- und Verwaltungsvorgaben, ökologische Erwägungen. Beispiele für externe Umfeldfaktoren:
- Gesetze und Regelungen, lokal, national, oder international,
- Nationale und internationale Zölle, Usancen, soziales und wirtschaftliches Verhalten u. a.,
- Marktbedingungen, Mitbewerber und Zulieferer,
- Physische Grenzen und Infrastruktur,
- Begrenzte Verfügbarkeit von Ressourcen,
- Ökologische Umwelt.

Beispiele für interne Umfeldfaktoren:
- Interne Politik und organisatorische Regeln,
- Wissen, Erfahrung und Fähigkeiten des Personals,
- Kultur der Organisation und Beziehungen zwischen den Menschen,
- Bestehende Organisation und Geschäftsprozesse,
- Finanzielle Grenzen.

In beiden Gruppen liegt die Wahrnehmung der Chancen und Vorgaben wahrscheinlich außerhalb des Bereiches von VM-Studien, dennoch müssen die Umweltbedingungen beachtet werden.

## VM-Politik
Die Umsetzung von VM erfordert eine etablierte VM-Politik, die alle VM-Aspekte in der Organisation anspricht. VM-Politik richtet sich an den Organisationszielen auf der strategischen, taktischen und operativen Ebene aus. Aus den Zielen leiten sich alle Aktivitäten ab. Das Topmanagement muss die nach außen gerichtete Politik berücksichtigen, um die Erwartungen der Anspruchsgruppen (Stakeholder), der externen Kunden und der Finanz-Analysten zu erfüllen. Das mittlere Management konzentriert sich auf interne Fragen und liefert unterstützende Ergebnisse für das Topmanagement. Beide Politikrichtungen müssen sich in der VM-Politik widerspiegeln. Die VM-Politik sollte auf der Ebene des Topmanagements entschieden werden, die Verantwortung dafür sollte einem Manager oder einem Steuerungsausschuss übertragen werden.

## VM-Programm
VM-Programme sind geplante und strukturierte Aktivitäten, welche die Art und Weise der Einführung, Entwicklung und Aufrechterhaltung einer nachhaltigen VM-Politik zum Ausdruck bringt. Die Aufgabe der Planung, Entwicklung und Einführung eines VM-Programms sollte in die Verantwortung eines Value Managers übertragen werden. Der Value Manager berichtet direkt an die obersten Managementebenen und kann der Vorsitzende eines Steuerungsausschusses sein. Seine Pflichten umfassen:
- Sammlung und Festlegung passender Objekte für VM-Studien,
- Definition des Studienumfangs,
- Schätzung des angestrebten Nutzenzieles,
- Bildung passender Teams und Bestimmung von Team-Moderatoren,
- Organisation der erforderlichen Schulung,
- Überwachung des Fortschritts der Studie und notwendige Hilfestellung,
- Sicherstellung einer effizienten Abwicklung der Studie durch Personen mit entsprechender Kompetenz.

In kleinen und mittleren Organisationen kann auch ein Belegschaftsmitglied oder der Eigentümer mehrere jener Rollen übernehmen, die in größeren Organisation verschiedenen Personen zugeordnet wurden. Die in VM-Studien eingebundenen Gruppen können klein sein, doch sollten multidisziplinärer Teams eingesetzt und menschliche Dynamik zur Anwendung kommen. Internes Know-how kann durch Inanspruchnahme Externer durch Übungsstudien und/oder Schulungen ergänzt werden.
Das VM-Programm enthält:
- Integration von VM in die Organisation und Entwicklung von Abläufen,
- quantifizierte Ziele, Erfüllungsgrade und andere Mittel zur Bewertung von Ergebnissen,
- VM-Studien,
- angemessene Ressourcen, Teams, Zeitpläne und Budgets,
- Plan für den entsprechenden Einsatz der Ressourcen,
- Schulung und Bewusstseinsbildung für Mitglieder der Organisation,
- Unterstützung von Nicht-VM-Studien,
- Management-Aktivitätenplan zur Umsetzung der Ergebnisse von VM-Studien,
- Mechanismen für ein Feedback der Ergebnisse und eine kontinuierliche Verbesserung.

## Historische Entwicklung der Methode Value Management
| Jahr    | Benennung           | Quelle                                     | Bemerkungen |
| ------- | ------------------- | ------------------------------------------ | --- |
| 1947    | Value Engineering   | Lawrence D. Miles                          | Entwickelte die Methode (USA), Ziel: Kostensenkungsmöglichkeiten für Massenteile des Einkaufs [MIL67].                                                            |
| N.N     | Value Engineering   | M.D. Barrows (Mitarbeiter von Miles)       | Entwickelt den ersten Arbeitsplan mit Ablaufphasen und rundete damit die Methode ab.                                                                              |
| 1953    | Value Engineering   | Beispiel                                   | Methode wurde von der US-Marine übernommen |
| 1959    | Wertanalyse         | Oehm, O.: Wertanalyse-Grundseminar         | Methode wird nun auch vom US-Verteidigungsbereich eingesetzt. |
| 1961    | Wertanalyse         | Oehm, O.: Wertanalyse-Grundseminar         | Einführung im deutschsprachigen Raum insbesondere bei Unternehmungen der Kraftfahrzeug- und Elektroindustrie                                                      |
| 1967    | Wertanalyse         | Oehm, O.: Wertanalyse-Grundseminar         | Gründung des VDI-Gemeinschaftsausschusses Wertanalyse |
| 1973    | Methode Wertanalyse | DIN 69910 1. Auflage [DIN73]               | Entwickelt für Kostensenkungsmaßnahmen mit Einzelkostecharakter in der Wirtschaft                                                                                 |
| 1983    | Methode Wertanalyse | DIN 69910 Teil 3 [DIN73]                   | Erweiterung für Wertanalysen in Wirtschaft und Verwaltung mit Einzel- und Gemeinkostencharakter                                                                   |
| 1987    | System Wertanalyse  | DIN 69910 Ersatz für 1973 [DIN87]          | Konzipiert für Wertanalysen für den Bereich Wirtschaft, Wissenschaft und Verwaltung mit Einzel- und Gemeinkostencharakter                                         |
| 1993    | System Wertanalyse  | DIN 69910 Ersatz für 1973                  | WA wird seitens des VDI im Bereich Technik und Wissenschaft in der Fachgliederung und dem Kompetenzfeld: Systementwicklung und Projektgestaltung (GSP) integriert |
| 1995    | Value Management    | Wert-Management-Handbuch, Report-EUR 16096 | Wertanalyse reift zum Wertmanagement heran und wird in einem europäischen Kontext integriert                                                                      |
| 1997    | System Wertanalyse  | VDI 2800 [VDI97]                           | Ersatz für DIN 69910 wegen EN-Norm. Bedürfnisse der Kunden werden stärker berücksichtigt                                                                          |
| 1997    | Value Management    | EN 12973                                   | Diese europäische Norm ist eine - seit 1992 - Weiterentwicklung vorangehender Wertanalyse-Normen                                                                  |
| ab 2000 | Value Management    | Value Management, Europäische Norm         | Umsetzung der europäischen Norm |

## Mögliche Arbeitspläne für Value Management bzw. Wertanalyse
Wird ein VM / WA-Projekt gestartet, muss nach den gültigen Arbeitsplänen vorgegangen werden. Erfolgt dies nicht, kann eine solche Vorgehensweise nicht als VM / WA-Projekt bezeichnet werden.
Die Bearbeitung eines VM-/ WA-Projektes muss gemäß Arbeitsplan nach EN 12973 bzw. VDI2800 erfolgen.
Der Arbeitsplan ist in weiteren Teilschritten untergliedert, welche iterativ abgearbeitet werden. Es ist für die im VM/WA-Arbeitsplan festgelegte Vorgehensweise grundsätzlich unerheblich, ob sich das gewählte VM-Projekt bzw. WA-Objekt noch in der Phase der Planung, Entwicklung, Konstruktion ("Entwicklungsbegleitende(s) Value Management / Wertanalyse") bzw. ("Wertgestaltung") befindet, oder ob es sich um ein bereits fertiges VM-Projekt bzw. gefertigtes Objekt handelt, ("Wertverbesserung"). Unerheblich ist auch die Art des VM-Projekt bzw. WA-Objektes. Dies können administrative Abläufe in der Verwaltung, Herstellungsprozesse von Produkten oder einzelne Erzeugnisse bzw. Dienstleistungen sein. Beispielsweise kann ein VM-Projekt auf einem wertorientierten Ansatz (wertorientierte Unternehmensführung) basieren bzw. ein Wertanalyse-Objekt kann auch ein Kennzahlensystem, eine Bilanz und die dazugehörige Gewinn- und Verlustrechnung sein.
Bei der Durchführung ist die Einhaltung der Schrittfolge des Arbeitsplanes (EN 12973 oder VDI 2800) unerlässlich. Die Bearbeitungstiefe in den Grund- bzw. Teilschritten muss sich an dem gegebenen quantifizierten Ziel, z. B. dem Kostenziel, Umsatzziel, dem ROI, den Liquiditätszielen etc. orientieren. Zeigt sich, dass das Ziel mit der gewählten Bearbeitungsintensität nicht zu erreichen ist, so wird ggf. die Aufgabenstellung selbst nochmals überdacht, überprüft oder das VM bzw. die WA von dem Grundschritt an wiederholt werden müssen, der in Bezug auf die Zielsetzung angemessen erscheint (Rückkopplung).